# Victor Alphonse Duvernoy

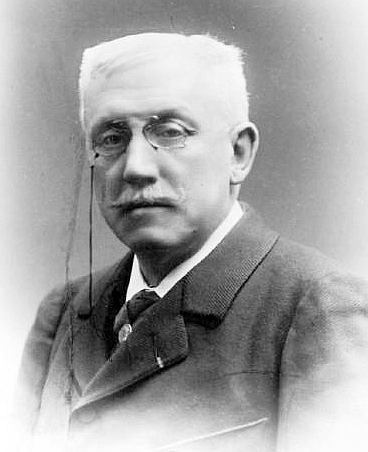
Victor Alphonse Duvernoy

Victor Alphonse Duvernoy (Parigi, 30 agosto 1842 – Parigi, 7 marzo 1907) è stato un compositore e pianista francese.

## Biografia
Figlio del cantante Charles-François Duvernoy, fu allievo di Antoine François Marmontel e di François Bazin al Conservatoire de Paris, dove, a partire dal 1886, diede lezioni di pianoforte, oltre ad esibirsi come virtuoso.
Scrisse opere, un balletto, sinfonie e musica da camera e lavori per pianoforte, fra cui quelle di studio sono ancora oggi in uso.

## Opere
- Sardanapale (libretto di Pierre Berton, da Byron), opera in tre atti (1882, Parigi, Concerts Lamoureux)
- Le Baron Frick (libretto di Ernest Depré e Charles Clairville), operetta-pasticcio in un atto (1885, Parigi)
- Hellé (libretto di Charles-Louis-Etienne Truinet, detto Nuitter, e Camille du Locle), opera in quattro atti (1896, Parigi, Opéra)
- Bacchus (libretto di G. Hartmann e Jacques Hansen da una poesia di Auguste Mermet), balletto in tre atti e cinque quadri (1902, Parigi, Opéra)